# ديمون إيدج
ديمون إيدج (بالإنجليزية: Damon Edge)‏ هو مغن مؤلف ومغني وكاتب أغاني أمريكي، ولد في 12 نوفمبر 1949 في لوس أنجلوس في الولايات المتحدة، وتوفي بنفس المكان في 11 أغسطس 1995 بسبب نوبة قلبية.

## وصلات خارجية
- ديمون إيدج على موقع ميوزك برينز (الإنجليزية)
- ديمون إيدج على موقع ديسكوغز (الإنجليزية)
- الموقع الرسمي